# تیلز اسکای‌پاترول
تیلز اسکای‌پاترول (به انگلیسی: Tails' Skypatrol) یک بازی ویدئویی اسکرولینگ شوتر می‌باشد که در سال ۱۹۹۵ توسط سگا برای گیم گیر در ژاپن منتشر گردید.